# Francis Napier, 10. Lord Napier

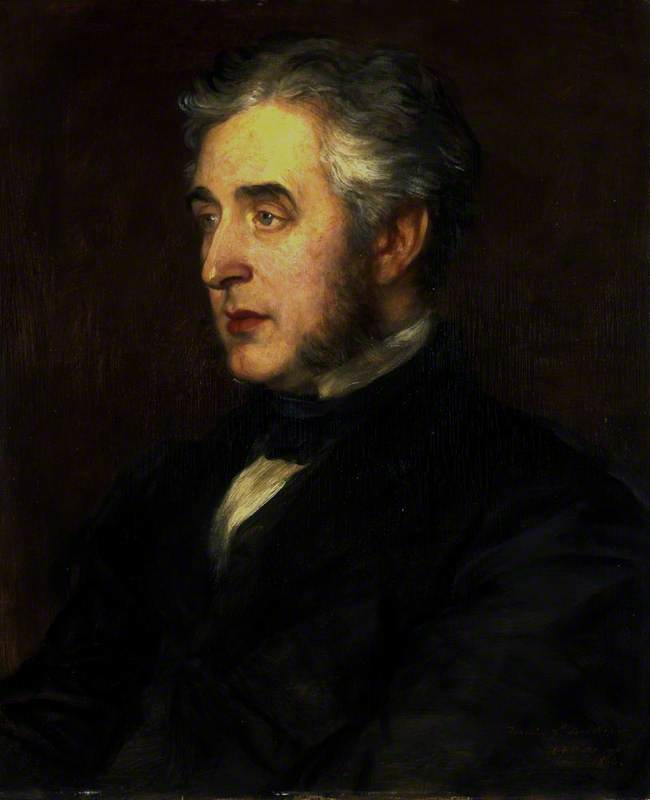
Lord Napier (1866, Ölgemälde von George Frederick Watts)

Francis Napier, 10. Lord Napier (* 15. September 1819 in Thirlestane Castle, Selkirkshire; † 19. Dezember 1898 in Florenz, Königreich Italien) war ein britischer Peer, Diplomat und Kolonialadministrator. Er war britischer Botschafter bzw. Gesandter in den Vereinigten Staaten 1857 bis 1859, in den Niederlanden 1859 bis 1860, in Russland 1861 bis 1864 und in Preußen 1864 bis 1866. Von 1866 bis 1872 amtierte er als Gouverneur der Präsidentschaft Madras und von Februar bis Mai 1872 geschäftsführend als Vizekönig von Indien.

## Leben
Francis Napier entstammte dem schottischen Clan Napier. Er war der ältere Sohn von William Napier, 9. Lord Napier (1786–1834) aus dessen Ehe mit Eliza Cochrane-Johnstone. Seine Erziehung und Bildung erhielt er durch Privatlehrer in Thirlestane und auf einer Schule in Sachsen-Meiningen. Als 1834 sein Vater starb, erbte er dessen Adelstitel als 10. Lord Napier, of Merchistoun, und 7. Baronet, of Thirlstane. Ab 1835 besuchte er das Trinity College der Universität Cambridge, machte dort allerdings keinen Abschluss. Danach hielt er sich eine Zeit lang in Genf auf. Er beschäftigte sich frühzeitig intensiv mit dem Studium moderner Fremdsprachen und trat 1840 in den diplomatischen Dienst ein und absolvierte anschließend die typische Laufbahn eines Karrierediplomaten, angefangen bei der Position des anfangs unbezahlten Attachés über den Gesandtschaftssekretär, Botschaftssekretär, Gesandten und schließlich Botschafter.
Ab dem 10. August 1840 war er zunächst unbezahlter Attaché an der britischen Botschaft in Wien (Kaisertum Österreich), danach ab dem 23. September 1842 bezahlter Attaché (paid attaché) an der britischen Botschaft in Teheran (Persien), und ab 1843 in derselben Position an der britischen Botschaft in Konstantinopel (Osmanisches Reich). Am 27. Mai 1846 wurde er zum Sekretär an der britischen Gesandtschaft in Neapel (Königreich beider Sizilien) ernannt. Während der Revolution in Sizilien 1848/1849 war Lord Napier für 18 Monate britischer Chargé d’affaires in Neapel. Als ein Resultat seiner Zeit in Süditalien veröffentlichte Napier 1855 eine kunstgeschichtliche Abhandlung Notes on modern painting at Naples. In dem Werk kam auch seine konservativ-aristokratische Kritik an den revolutionären Unruhen in Neapel 1848/49 zum Ausdruck.
Ab dem 18. April 1854 war Lord Napier britischer Botschaftssekretär in Konstantinopel. In den folgenden Jahren hatte er in seiner Diplomatenlaufbahn zahlreiche verantwortliche Posten inne (im Folgenden sind jeweils die Daten seiner Ernennung durch Königin Victoria genannt, die Akkreditierung bzw. der formelle Amtsantritt erfolgte in der Regel etwas später). Ab dem 21. Januar 1857 war er britischer Gesandter in den Vereinigten Staaten und ab dem 13. Dezember 1858 Gesandter in den Niederlanden. Danach wurde er am 11. Dezember 1860 zum britischen Botschafter in Sankt Petersburg in Russland ernannt und am 15. September 1864 erhielt er die Ernennung zum britischen Botschafter in der preußischen Hauptstadt Berlin. Während seiner Amtszeit als verantwortlicher Repräsentant Großbritanniens ereigneten sich mehrere wichtige politische Begebenheiten, so z. B. der Januaraufstand in Kongresspolen, der zu diplomatischen Verstimmungen zwischen Russland und dem Vereinigten Königreich führte und der Deutsch-Dänische Krieg 1864.
Am 4. Februar 1861 wurde Lord Napier ins britische Privy Council und am 10. Mai 1864 als Knight Companion in den Distelorden aufgenommen.
Im Jahr 1864 erreichte ihn das erste Angebot, den Gouverneursposten der Präsidentschaft Madras in Britisch-Indien zu übernehmen. Dies entsprach nicht seiner Wunschposition eines britischen Botschafters in Konstantinopel, aber er nahm dieses Angebot schließlich an. Dabei spielten wohl nicht zuletzt finanziellen Überlegungen eine entscheidende Rolle. Der Gouverneursposten war mit einem Jahresgehalt von 14.000 Pfund Sterling mehr als dreimal so hoch dotiert wie der Posten des britischen Premierministers – als Ausgleich für die Belastungen des tropischen Klimas. Seine Amtszeit als Gouverneur von Madras dauerte vom 27. März 1866 bis zum 19. Februar 1872. Nach der Ermordung des amtierenden Vizekönigs Richard Bourke, 6. Earl of Mayo amtierte Napier 1872 für drei Monate geschäftsführend als Generalgouverneur von Indien.
Zurück in Großbritannien wurde Napier am 15. Juli 1872 der erbliche Adelstitel Baron Ettrick, of Ettrick in the County of Selkirk, verliehen. Im Gegensatz zu seinem schottischen Titel Lord Napier berechtigte ihn dieser britische Titel unmittelbar zu einem Sitz im britischen House of Lords. Von den Universitäten Edinburgh, Glasgow und Harvard erhielt er jeweils eine Ehrendoktorwürde als Doctor of Laws (LL.D).
1883 wurde er Vorsitzender einer königlichen Kommission, der Napier-Kommission, zur Untersuchung der Lebensverhältnisse der Kleinpächter in den schottischen Highlands und den schottischen Inseln. Die Kommission war auf Veranlassung des liberalen Premierministers William Gladstone gebildet worden. Anlass waren die gewalttätigen Auseinandersetzungen zwischen Großgrundbesitzern und kleinen Landpächtern, die als The Crofters’ War bekannt wurden. Obwohl der Bericht der Kommission keine der beteiligten Streitparteien zufriedenstellte, lenkte er doch den Blick der Öffentlichkeit und der Regierung auf die Probleme der Pächter in den Highlands, die bislang als rein privatrechtlicher Streit betrachtet worden waren.

## Ehe und Nachkommen
Aus seiner 1845 geschlossenen Ehe mit seiner Frau Anne Jane Charlotte Lockwood († 1911), Tochter von Robert Manners Lockwood aus Dun-y-Graig in Glamorganshire, hatte er vier Söhne:
- William John George, 11. Lord Napier, 2. Baron Ettrick (1846–1913);
- Hon. John Scott Napier (1848–1938), Colonel der British Army;
- Hon. Basil Napier (1850–1874), Lieutenant der Royal Navy;
- Hon. Mark Francis Napier (1852–1919), Member of Parliament für Roxburgh.

Als er 1898 starb, erbte sein ältester Sohn William seine Adelstitel.